# Grand Prix moto du Japon 1994
Le Grand Prix moto du Japon 1994 est la troisième manche du championnat du monde de vitesse moto 1994. L'épreuve s'est déroulée du 22 au 24 avril 1994 sur le circuit de Suzuka.
C'est la quatorzième édition du Grand Prix moto du Japon.

## Classement catégorie500cm3
| Pos  | Pilote               | Constructeur  | Temps/Écart     | Points |
| ---- | -------------------- | ------------- | --------------- | ------ |
| 1    | Kevin Schwantz       | Suzuki        | 45 min 49 s 996 | 25     |
| 2    | Mick Doohan          | Honda         | + 3 s 474       | 20     |
| 3    | Shinichi Itoh        | Honda         | + 7 s 989       | 16     |
| 4    | Luca Cadalora        | Yamaha        | + 28 s 016      | 13     |
| 5    | Alex Barros          | Suzuki        | + 36 s 543      | 11     |
| 6    | Toshihiko Honma      | Yamaha        | + 37 s 325      | 10     |
| 7    | Alex Criville        | Honda         | + 41 s 947      | 9      |
| 8    | Alberto Puig         | Honda         | + 54 s 765      | 8      |
| 9    | John Kocinski        | Cagiva        | + 59 s 380      | 7      |
| 10   | Doug Chandler        | Cagiva        | +1 min 11 s 706 | 6      |
| 11   | Bernard Garcia       | ROC Yamaha    | +1 min 29 s 838 | 5      |
| 12   | John Reynolds        | Harris Yamaha | +1 min 35 s 410 | 4      |
| 13   | Jeremy McWilliams    | Yamaha        | +1 min 54 s 792 | 3      |
| 14   | Laurent Naveau       | ROC Yamaha    | +1 min 58 s 497 | 2      |
| 15   | Juan Lopez Mella     | ROC Yamaha    | +2 min 07 s 616 | 1      |
| 16   | Bruno Bonhuil        | ROC Yamaha    | +2 min 10 s 228 |        |
| 17   | Sean Emmett          | Harris Yamaha | +2 min 12 s 308 |        |
| 18   | Lucio Pedercini      | Yamaha        | +2 min 12 s 868 |        |
| 19   | Niall Mackenzie      | ROC Yamaha    | +2 min 30 s 714 |        |
| 20   | Cristiano Migliorati | ROC Yamaha    | +1 tour         |        |
| 21   | Jean-Pierre Jeandat  | ROC Yamaha    | +1 tour         |        |
| 22   | Marc Garcia          | ROC Yamaha    | +1 tour         |        |
| 23   | Jean Foray           | ROC Yamaha    | +1 tour         |        |
| 24   | Julian Miralles      | ROC Yamaha    | +1 tour         |        |
| 25   | Bernard Haenggeli    | ROC Yamaha    | +1 tour         |        |
| 26   | Andreas Leuthe       | ROC Yamaha    | +1 tour         |        |
| 27   | Lothar Neukirchen    | Harris Yamaha | +1 tour         |        |
| 28   | Daryl Beattie        | Yamaha        | +3 tours        |        |
| Abd. | Norifumi Abe         | Honda         | Abandon         |        |
| Abd. | Cees Doorakkers      | Harris Yamaha | Abandon         |        |

## Classement catégorie250cm3
| Pos  | Pilote               | Constructeur | Temps/Écart     | Points |
| ---- | -------------------- | ------------ | --------------- | ------ |
| 1    | Tadayuki Okada       | Honda        | 42 min 28 s 242 | 25     |
| 2    | Loris Capirossi      | Honda        | + 0 s 128       | 20     |
| 3    | Tohru Ukawa          | Honda        | + 0 s 314       | 16     |
| 4    | Max Biaggi           | Aprilia      | + 2 s 109       | 13     |
| 5    | Takuma Aoki          | Honda        | + 3 s 841       | 11     |
| 6    | Doriano Romboni      | Honda        | + 10 s 296      | 10     |
| 7    | Jean-Philippe Ruggia | Aprilia      | + 15 s 659      | 9      |
| 8    | Nobuatsu Aoki        | Honda        | + 39 s 107      | 8      |
| 9    | Tetsuya Harada       | Yamaha       | + 49 s 757      | 7      |
| 10   | Luis d'Antin         | Honda        | + 50 s 760      | 6      |
| 11   | Jean-Michel Bayle    | Aprilia      | +1 min 12 s 534 | 5      |
| 12   | Jurgen vd Goorbergh  | Aprilia      | +1 min 21 s 583 | 4      |
| 13   | Patrick vd Goorbergh | Aprilia      | +1 min 24 s 332 | 3      |
| 14   | Adolf Stadler        | Honda        | +1 min 24 s 918 | 2      |
| 15   | Eskil Suter          | Aprilia      | +1 min 43 s 592 | 1      |
| 16   | Luis Maurel          | Honda        | +1 min 43 s 783 |        |
| 17   | Frédéric Protat      | Honda        | +1 min 44 s 503 |        |
| 18   | Giuseppe Fiorillo    | Honda        | +1 min 44 s 670 |        |
| 19   | Bernd Kassner        | Aprilia      | +2 min 00 s 651 |        |
| 20   | Noël Ferro           | Honda        | +2 min 18 s 631 |        |
| 21   | Andreas Preining     | Aprilia      | +2 min 22 s 214 |        |
| 22   | Enrique de Juan      | Aprilia      | +1 tour         |        |
| 23   | Krisse Kaas          | Yamaha       | +1 tour         |        |
| Abd. | Alan Patterson       | Honda        | Abandon         |        |
| Abd. | Carlos Checa         | Honda        | Abandon         |        |
| Abd. | Jim Filice           | Yamaha       | Abandon         |        |
| Abd. | Wilco Zeelenberg     | Honda        | Abandon         |        |
| Abd. | Juan Borja           | Aprilia      | Abandon         |        |
| Abd. | Ralf Waldmann        | Honda        | Abandon         |        |
| Abd. | Adrien Bosshard      | Honda        | Abandon         |        |
| Abd. | Rodney Fee           | Honda        | Abandon         |        |
| Abd. | José Luis Cardoso    | Aprilia      | Abandon         |        |
| Abd. | Alessandro Gramigni  | Aprilia      | Abandon         |        |

## Classement catégorie125cm3
| Pos  | Pilote              | Constructeur | Temps/Écart     | Points |
| ---- | ------------------- | ------------ | --------------- | ------ |
| 1    | Takeshi Tsujimura   | Honda        | 42 min 13 s 168 | 25     |
| 2    | Kazuto Sakata       | Aprilia      | + 0 s 670       | 20     |
| 3    | Hideyuki Nakajo     | Honda        | + 13 s 352      | 16     |
| 4    | Peter Öttl          | Aprilia      | + 15 s 923      | 13     |
| 5    | Akira Saito         | Honda        | + 18 s 234      | 11     |
| 6    | Masaki Tokudome     | Honda        | + 18 s 316      | 10     |
| 7    | Jorge Martinez      | Yamaha       | + 40 s 058      | 9      |
| 8    | Herri Torrontegui   | Aprilia      | + 40 s 231      | 8      |
| 9    | Garry McCoy         | Aprilia      | + 59 s 366      | 7      |
| 10   | Bruno Casanova      | Honda        | + 59 s 724      | 6      |
| 11   | Loek Bodelier       | Honda        | +1 min 10 s 719 | 5      |
| 12   | Kunihiro Amano      | Honda        | +1 min 17 s 650 | 4      |
| 13   | Oliver Koch         | Honda        | +1 min 21 s 302 | 3      |
| 14   | Manfred Geissler    | Aprilia      | +1 min 23 s 632 | 2      |
| 15   | Stefan Prein        | Yamaha       | +1 min 24 s 256 | 1      |
| 16   | Emilio Alzamora     | Honda        | +1 min 27 s 688 |        |
| 17   | Haruchika Aoki      | Honda        | +1 min 33 s 790 |        |
| 18   | Fausto Gresini      | Honda        | +1 min 37 s 768 |        |
| 19   | Stefano Perugini    | Aprilia      | +1 min 43 s 432 |        |
| 20   | Carlos Giro         | Aprilia      | +1 min 43 s 972 |        |
| 21   | Gabriele Debbia     | Aprilia      | +1 min 56 s 738 |        |
| 22   | Manfred Baumann     | Yamaha       | +2 min 05 s 170 |        |
| 23   | Frédéric Petit      | Yamaha       | +2 min 05 s 290 |        |
| 24   | Masafumo Ono        | Honda        | +2 min 24 s 942 |        |
| Abd. | Hiroyuki Kikuchi    | Honda        | Abandon         |        |
| Abd. | Neil Hodgson        | Honda        | Abandon         |        |
| Abd. | Tomoko Igata        | Honda        | Abandon         |        |
| Abd. | Hans Spaan          | Honda        | Abandon         |        |
| Abd. | Lucio Cecchinello   | Honda        | Abandon         |        |
| Abd. | Dirk Raudies        | Honda        | Abandon         |        |
| Abd. | Vittorio Lopez      | Honda        | Abandon         |        |
| Abd. | Olivier Petrucciani | Aprilia      | Abandon         |        |
| Abd. | Daniela Tognoli     | Aprilia      | Abandon         |        |
| Abd. | Noboru Ueda         | Honda        | Abandon         |        |